# Роллинг-Форкс (тауншип, Миннесота)
Роллинг-Форкс (англ. Rolling Forks) — тауншип в округе Поп, Миннесота, США. На 2000 год его население составило 160 человек.

## География
По данным Бюро переписи населения США площадь тауншипа составляет 93,0 км², из которых 89,7 км² занимает суша, а 3,2 км² — вода (3,45 %).

## Демография
По данным переписи населения 2000 года здесь находились 160 человек, 57 домохозяйств и 42 семьи. Плотность населения —  1,8 чел./км². На территории тауншипа расположена 61 постройка со средней плотностью 0,7 построек на один квадратный километр. Расовый состав населения: 96,25 % белых, 2,50 % афроамериканцев, 1,25 % — других рас США. Испанцы или латиноамериканцы любой расы составляли 3,75 % от популяции тауншипа.
Из 57 домохозяйств в 33,3 % воспитывались дети до 18 лет, в 68,4 % проживали супружеские пары, в 5,3 % проживали незамужние женщины и в 24,6 % домохозяйств проживали несемейные люди. 19,3 % домохозяйств состояли из одного человека, при том 5,3 % из — одиноких пожилых людей старше 65 лет. Средний размер домохозяйства — 2,81, а семьи — 3,30 человека.
30,6 % населения младше 18 лет, 4,4 % в возрасте от 18 до 24 лет, 24,4 % от 25 до 44, 24,4 % от 45 до 64 и 16,3 % старше 65 лет. Средний возраст — 40 лет. На каждые 100 женщин приходилось 105,1 мужчин. На каждые 100 женщин старше 18 приходилось 109,4 мужчин.
Средний годовой доход домохозяйства составлял 38 750 долларов, а средний годовой доход семьи —  42 656 долларов. Средний доход мужчин —  31 875  долларов, в то время как у женщин — 20 250. Доход на душу населения составил 13 293 доллара. За чертой бедности не находилась ни одна семья и 2,4 % всего населения тауншипа.